# Bine Bryndorf
Bine Katrine Bryndorf, född 30 mars 1969 i Helsingör, är en dansk organist, cembalist och professor vid Det Kongelige Danske Musikkonservatorium.

## Biografi
Bine Bryndorf fick i unga år orgelundervisning hos Kristian Olesen och Bo Grønbech och klaverundervisning hos Amalie Malling. Efter utbildning från Universität für Musik und darstellende Kunst Wien i Wien 1987 till 1991, där hon blev undervisat av Michael Radulescu och följdes av studier i Boston och Paris. Där studerade hon orgel hos Daniel Roth. År 1994 blev Bryndorf ansat som docent i orgel vid Det Kungliga Danska Musikkonservatorium, där hon sedan 2001 har varit professor.
Hon har även sedan 1996 varit organist vid Vartov kyrka och har haft en omfattande konsertverksamhet som både solist och kammermusiker.
År 1994 mottog hon Léonie Sonnings musikstipendium.

## Diskografi
- 1998 – Johann Sebastian Bach: Trio Sonatas.
- 1999 – Weimar, Köthen & Leipzig.
- 2000 – Leipzig Chorales BWV 651–667.
- 2015 – Bruhns & Scheidemann: Organ Works (Dacapo).
- 2015 – Dietrich Buxtehude: The Complete Organ Works (Dacapo).

1. Dietrich Buxtehude: The Complete Organ Works (2004).
2. Dietrich Buxtehude: The Complete Organ Works (2004).
3. Dietrich Buxtehude: The Complete Organ Works (2005).
4. Dietrich Buxtehude: The Complete Organ Works (2006).
5. Dietrich Buxtehude: The Complete Organ Works (2007).
6. Dietrich Buxtehude: The Complete Organ Works (2007).

- 2017 – Carl Nielsen: The Organ Works.